# Дін Ліжень
Дін Ліжень (кит.: 丁立人; піньїнь: Dīng Lìrén; нар. 24 жовтня 1992, Веньчжоу, Китай) — китайський шахіст, гросмейстер (2009). Чемпіон світу з шахів (2023-2024), триразовий чемпіон Китаю із шахів 2009, 2011 та 2012 років. Переможець Grand Chess Tour 2019 року, Сент-Луїс 2018.
У складі збірної Китаю переможець шахових олімпіад 2014 та 2018 років, а також командного чемпіонату світу 2015 року.
Перший китайський гравець за історію, який зіграв у Турнірі претендентів та здобув рейтинг ФІДЕ 2800.
Його рейтинг станом на січень 2025 року — 2734 (17-те місце у світі, 2-ге — в Китаї).

## Кар'єра
У шахи розпочав грати в віці 4 років. 

У 2002 році з результатом 9,5 очок з 11 можливих посів 2 місце на чемпіонаті світу серед юнаків віком до 10 років, поступившись на тай-брейку азербайджанцю Ельтаджу Сафарлі .

У 2004 році Дін Ліжень, набравши 9,5 очок з 11 можливих, посів 2 місце на чемпіонаті світу серед юнаків віком до 12 років. 

У 2009 році в віці 16 років з результатом 8,5 очок з 11 можливих (+6-0=5) Дін Ліжень став наймолодшим переможцем чемпіонату Китаю. Турнірний перфоменс Ліженя склав 2812 очко. 

У 2011 році в віці 18 років вдруге переміг в чемпіонаті Китаю з результатом 9 з 11 можливих очок (+7-0=4). Його турнірний перфоменс склав 2867 очок.

у 2012 році Дін Ліжень з результатом 8 очок з 11 можливих (+5-0=6) втретє став переможцем чемпіонату Китаю. Турнірний перфоменс склав 2759 очка.

### 2013—2014

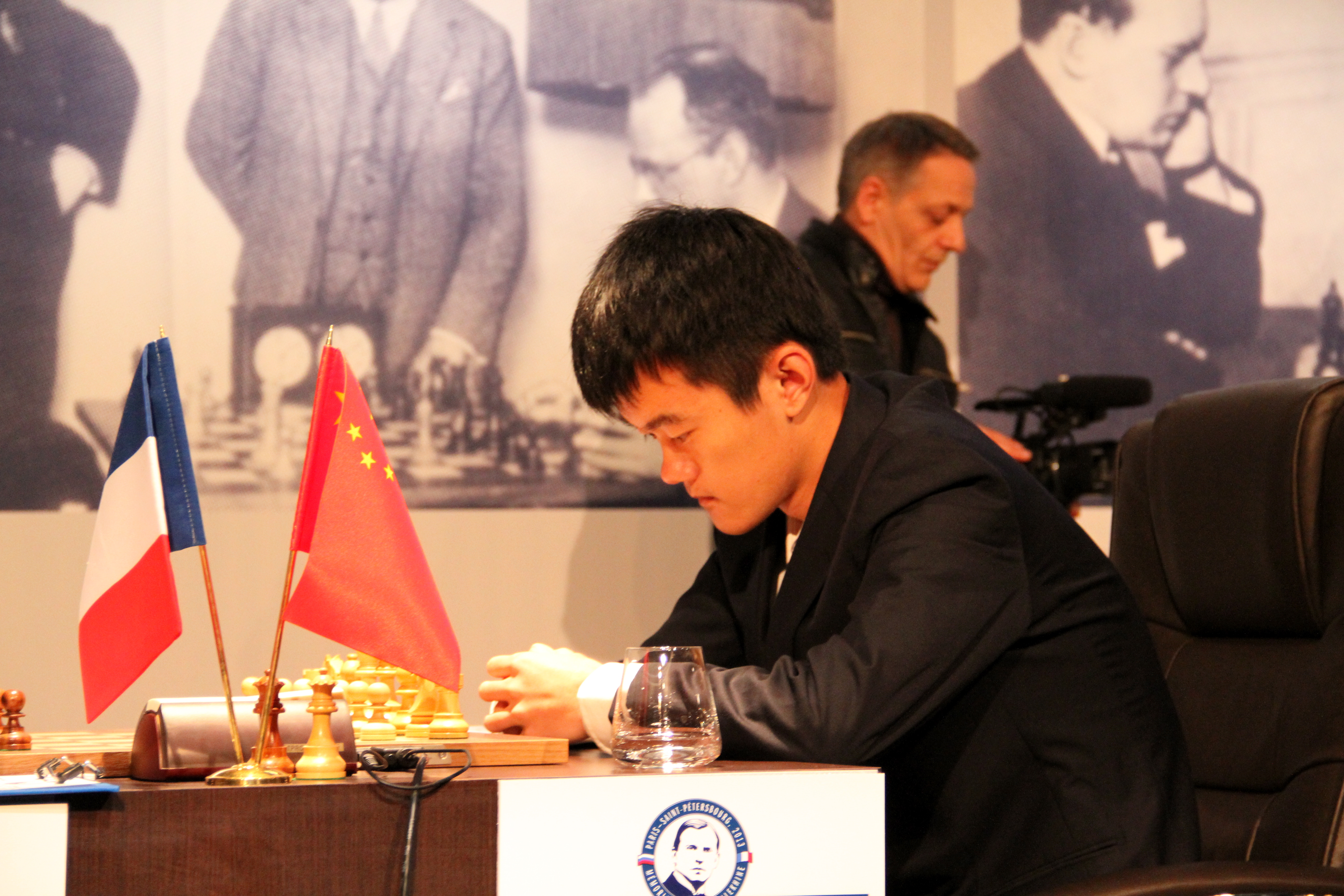
Дін Ліжень, 2013 рік

У квітні 2013 року взяв участь в турнірі Меморіал Алехіна, з результатом 3½ з 9 очок (+1-3=5) посів передостаннє 9 місце.

У травні 2013 року з результатом 7 очок з 9 можливих (+5-0=4) Ліжень став переможцем «4th Hannan Danzhou Super Grand Master Chess Toumanrent», що проходив в Даньчжоу.

У грудні 2013 року Дін Ліжень у складі збірної Китаю став срібним призером командного чемпіонату світу, що проходив в турецькому курортному місті Анталія. Крім того, набравши 5 очок з 8 можливих (+3-1-4), Дін посів 3-є місце серед шахістів, які виступали на другій дошці (турнірний перфоменс склав 2745 очка).

У березні 2014 року посів 2 місце в чемпіонаті Китаю. Результат Ліженя на турнірі 7 очок з 11 можливих (+4-1=6).

У серпні 2014 року у складі збірної Китаю став переможцем 41-ї шахової олімпіади, що проходила в Тромсе. Набравши 7½ очок з 10 можливих (+5-0=5), Дін Ліжень з турнірним перфоменсом 2831 очко посів 3 місце серед шахістів, які виступали на другій дошці.

У листопаді 2014 року з результатом 3½ очка з 7 можливих (+0-0=7) Ліжень посів 5 місце на турнірі «Меморіал Петросяна», що проходив у Москві.

У грудні 2014 року набравши 6 очок з 9 можливих (+4-1=4) посів 17 місце на турнірі «Qatar Masters Open 2014».

### 2015—2017
У січні 2015 року Дін Ліжень розділив 2-5 місця (за додатковим показником — 5 місце) з Гірі, Со та Ваш'є-Лагравом на турнірі XX категорії, що проходив у Вейк-ан-Зеє. Набравши 8½ очок з 13 можливих (+7-3=3) Ліжень відстав на ½ очка від переможця турніру діючого чемпіона світу Магнуса Карлсена.

У квітня 2015 року у складі збірної Китаю Ліжень став переможцем командного чемпіонату світу, що проходив у вірменському курортному містечку Цахкадзор. Крім того, Дін з показником 61,1 % набраних очок посів друге місце серед шахістів, які виступали на першій шахівниці.

У травні 2015 році з результатом 7 очок з 11 можливих (+4-1=6) став срібним призером чемпіонату Китаю.

У липні 2015 року, набравши 5½ очок з 9 можливих (+3-1=5), Дін посів 3-є місце на турнірі «6th Hannan Danzhou Super Grand Master Chess Toumanrent», що проходив в Даньчжоу.

У вересні 2015 року Ліжень дійшов до 1/8 фіналу кубку світу ФІДЕ, де поступився на тай-брейку своєму молодшому співвітчизнику Вей І з рахунком 2½ на 3½ очка.

У листопаді 2015 року з результатом 5 очок з 18 можливих (+0-1=5) розділив 3-4 місця на турнірі чотирьох «Більбао. Final Masters 2015».

У січні 2016 року, набравши 8 очок з 13 можливих (+4-1=6), посів третє місце (після Магнуса Карлсена та Фабіано Каруани) на турнірі 20-ї категорії, що проходив у Вейк-ан-Зеє.

У липні 2016 року з результатом 4½ з 9 очок (+2-2=5) розділив 4-6 місця на турнірі, що проходив в Даньчжоу (Китай).

У серпні 2016 року, набравши 4 очки з 9 можливих (+1-2=6), Ліжень посів 8-ме місце на турнірі «The 2016 Sinquefield Cup» (третій етап Grand Chess Tour), що проходив у Сент-Луїсі.

У вересні 2016 року в складі збірної Китаю посів 13-те місце на шаховій олімпіаді, що проходила в Баку. Набравши 7½ з 10 можливих очок (+5-0=5), Дін показав 4-й результат (турнірний перформанс — 2770 очок) серед шахістів, які виступали на другій шахівниці.

У лютому 2017 року з результатом 5 з 9 очок (+2-1=6) Ліжень розділив 4-8 місця (4-те місце за додатковим показником) на першому етапі серії Гран-Прі ФІДЕ 2017 року, що проходив в м. Шарджа.

У травні 2017 року Дін Ліжень став переможцем другого етапу серії Гран-Прі ФІДЕ 2017 року, що проходив у Москві. Його результат 6 очок з 9 можливих (+3-0=6).

У вересні 2017 році Ліжень став другим на Кубку світу ФІДЕ 2017. У фінальному поєдинку Дін поступився Левону Ароняну на тай-брейку з загальним рахунком 2-4. Обидва фіналісти здобули право участі в Турнірі претендентів (Берлін, березень 2018 року).

У листопаді 2017 року, набравши 5 очок з 9 можливих (+1-0=8), розділив 3-9 місця на четвертому етапі серії Гран-Прі ФІДЕ 2017 року, що проходив у Пальма-де-Майорці. У загальному заліку серії Гран-прі ФІДЕ 2017 року Ліжень, набравши 311,4 очок посів 4-те місце.

### 2018—2021

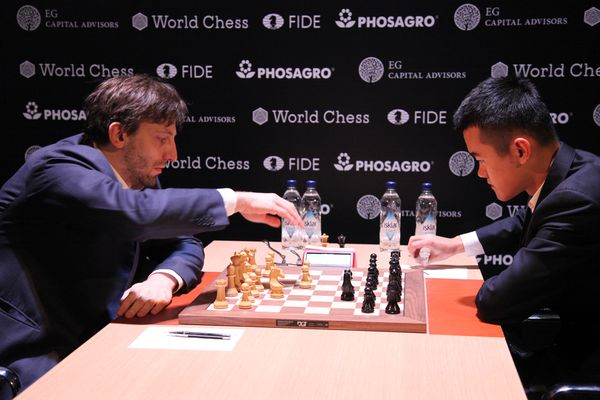
Грищук — Ліжень, «Турнір претендентів 2018»

У березні 2018 року з результатом 7½ очок з 14 можливих (+1-0=13) Дін Ліжень посів 4-те місце на «Турнірі претендентів», що проходив у Берліні.

У квітні 2018 року посів 2-ге місце на турнірі 21 категорії «Меморіал Вугара Гашимова». Результат Ліженя 5½ очок з 9 можливих (+2-0=7).

У листопаді 2018 року у складі збірної Китаю став переможцем 43-ї шахової олімпіади, що проходила в Батумі. Крім того, набравши 5½ очок з 8 можливих (+3-0=5), Ліжень посів 1-ше місце серед шахістів, які виступали на першій шахівниці.

У січні 2019 року, набравши 7½ з 13 очок (+2-0=11), Ліжень разом з Непомнящим та Анандом розділив 3-5 місця у турнірі «Tata Steel Chess», що проходив у Вейк-ан-Зеє.

У березні 2019 року у складі збірної Китаю став бронзовим призером командного чемпіонату світу, що проходив в Астані. Крім того, набравши 62,7 % можливих очок, Ліжень посів 2-ге місце серед шахістів, які виступали на першій шахівниці.

У квітні 2019 року з результатом 5 з 9 очок (+2-1=6), Дін Ліжень разом із Сергієм Карякіним розділив 2-3-ті місця на турнірі 22-ї категорії «Меморіал Вугара Гашимова», а також, набравши 5½ очок з 10 (+2-1=7), посів 3-тє місце на турніру 21-ї категорії «3rd Shenzhen Longgong Masters Dute Cup», що проходив у Шеньчжені.

У червні 2019 року посів 6-те місце на турнірі XXII категорії Altibox Norway Chess 2019, що проходив у Ставангері.

У серпні 2019 року став переможцем турніру XXII категорії «The 2019 Sinquefield Cup», що проходив у Сент-Луїсі. Набравши однакову кількість очок з Карлсеном по 6½ (+2-0=9), Ліжень переміг норвежця на тай-брейку з рахунком 3-1.

У вересні 2019 році Дін Ліжень вдруге поспіль дійшов до фіналу кубку світу з шахів, завдяки чому здобув право участі в Турнірі претендентів, що відбудеться у Єкатеринбурзі у березні 2020 року. У фінальному поєдинку Дін програв на тай-брейку з рахунком 4-6 (2-2 — класичні шахи, 2-4 — швидкі та блискавичні шахи) Теймуру Раджабову.

У грудні 2019 року перемігши у фіналі турніру «2019 GCT Finals In London» Максим Ваш'є-Лаграва з рахунком 16—12, Ліжень став переможцем серії турнірів «Grand Chess Tour 2019». В першому турі турніру претендентів 2020 року Дін сенсаційно програв Ван Хао .Також він програв в другому турі.

### 2022—2023
Після дискваліфікації Сергія Карякіна отримав місце у Турнірі претендентів 2022 за рейтингом. За правилами місце вилученого учасника займає гравець з найвищим рейтингом ФІДЕ станом на травень 2022 року, який також зіграв хоча б тридцять рейтингових ігор за рік. Через пандемічні обмеження та проблеми з візою, Дін Ліжень до середини березня зіграв лише чотири гри, але Китайська шахова асоціація організувала три заходи з ним, щоб досягти потрібного числа ігор.В першій половині турніру претендентів Дін Ліжень провалився. В першому турі Дін програв Непомнящому. В 2-7 турі були зіграні нічиї. В восьмому турі Дін зіграв з Непомнящим в нічию. В 9-11 турі він перемагав в кожному турі. В 12 турі Дін програв Теймуру Раджабову .В 13 турі він зіграв в нічию з Алірезою Фіруджою .В цьому турі Ян Непомнящий гарантував Перше місце в турнірі претендентів. Перед останнім туром Діню потрібно було перемагати. І в останньому турі Дін переміг Хікару Накамуру і зайняв друге місце. Після цього Чинний чемпіон світу Магнус Карлсен знявся з матчу . І Дін вийшов на матч з Яном.

## Зміни рейтингу
| На цьому місці має відображатися графік чи діаграма, однак з технічних причин його відображення наразі вимкнено. Будь ласка, не видаляйте код, який викликає це повідомлення. Розробники вже працюють для того, щоби відновити штатне функціонування цього графіка або діаграми. | |
| | На цьому місці має відображатися графік чи діаграма, однак з технічних причин його відображення наразі вимкнено. Будь ласка, не видаляйте код, який викликає це повідомлення. Розробники вже працюють для того, щоби відновити штатне функціонування цього графіка або діаграми. |